# Artigues-Sant Adrià metróállomás
Artigues | Sant Adrià egyike a Spanyolországban található barcelonai metró metróállomásainak.

## Metróvonalak
Az állomást az alábbi metróvonalak érintik:
- 2-es metróvonal

## Kapcsolódó állomások
Az állomáshoz az alábbi állomások vannak a legközelebb:
- Verneda (Paral·lel, 2-es metróvonal)
- Sant Roc (Badalona Pompeu Fabra, 2-es metróvonal)